# Micky van de Ven
Micky van de Ven (ur. 19 kwietnia 2001 w Wormer) – holenderski piłkarz, występujący na pozycji środkowego obrońcy w klubie Tottenham Hotspur.